# Трьох Ієрархів (лінійний корабель, 1838)
«Трьох Ієрархів» (рос. дореф. «Трехъ Iерарховъ») — 84-гарматний вітрильний лінійний корабель типу «Султан Махмуд» Чорноморського флоту Російської імперії.

## Опис
Один із восьми вітрильних 84-гарматних лінійних кораблів типу «Султан Махмуд», що будувалися в Миколаєві з 1836 по 1845 рік. Прототипом серії послужив корабель «Силістрія». Кругла корма цих кораблів підвищувала міцність корпусу, в його наборі використовували металеві деталі, а прядив'яні канати замінили на якір-ланцюги. Водотоннажність корабля становила 3790 тонн, довжина між перпендикулярами — 60,2 метри, ширина — 16,3 метри, осадка — 7,2 метри.
Озброєння корабля в різні роки становило різну кількість гармат. Так, спочатку озброєння «Трьох Ієрархів» складалося з двадцяти шести 36-фунтових довгоствольних гармат і чотирьох 1-пудових єдинорогів на нижній палубі. На верхній палубі розміщувалися тридцять дві 36-фунтові корткоствольні гармати. Ще шість 18-фунтових гармат, двадцять 36-фунтових, дві 24-фунтові, одна 12-фунтова і дві 8-фунтові карронади знаходилися на баці і чвертьпалубі.
Станом на 1853 рік з баку і чвертьпалуби корабля було знято усю зброю, залишивши тільки шість 18-фунтових гармат і двадцять 36-фунтових карронад. Екіпаж корабля складав 750 осіб.

## Історія
Закладений у Миколаєві на стапелі Миколаївського адміралтейства 19 листопада 1836 року, головний будівник — генерал-майор корпусу корабельних інженерів С. І. Чернявський. Після спуску на воду 28 серпня 1838 року перейшов до Севастополя і увійшов до складу Чорноморського флоту Російської імперії.
Брав участь у створенні Кавказької укріпленої берегової лінії. 10 і 22 травня 1840 року в складі ескадри віцеадмірала М. П. Лазарєва висаджував десанти для взяття Вельямінівського і Лазаревського фортів, раніше завойованих кавказцями. Під час військової кампанії того ж року брав участь у практичному плаванні ескадри флоту в Чорному морі. У квітні і травні 1841 року під прапором контрадмірала П. М. Юр'єва здійснював перевезення військ Кавказької укріпленої берегової лінії з Феодосії до Геленджика.
Із 7 до 10 жовтня того ж року на чолі загону під прапором контрадмірала М. М. Станюковича підтримував вогнем просування військ генерала Й. Р. Анрепа від Адлера до Навагінського укріплення в Сочі. Загін кораблів рухався на буксирі пароплавів попереду сухопутних військ на відстані близько кілометра від них і артилерійським вогнем придушував осередки опору ворога. Як і під час кампанії попереднього року, крім дій флоту біля кавказького узбережжя брав участь у практичних плаваннях ескадр Чорноморського флоту.
У кампанію 1842 року знову виходив у практичне плавання в Чорне море. Наступного 1843 року, крім участі в практичних плаваннях, у червні перебував у складі ескадри контрадмірала М. М. Станюковича, що перевозила війська 13-ї дивізії з Севастополя до Одеси, а в серпні—вересні — назад до Севастополя. Кампанії 1844 і 1845 років корабель знову провів у Чорному морі в складі практичних ескадр. У 1847 році крім виходу в практичне плавання корабель також брав участь у перекиданні військ 13-ї дивізії з Одеси до Севастополя.
Кампанію 1849 року корабель вкотре провів у практичних плаваннях у Чорному морі. У 1852 році «Трьох Ієрархів» зазнав тимберування на верфях Севастополя, а у 1854 році був розібраний на дрова.

## Командири
- П. М. Вукотич (1839 — 6 грудня 1849);
- М. Д. Варницький (6 грудня 1849 — 1850);
- В. І. Барановський (1852—1854 роки).